# Zhiyuan
Zhiyuan (chiń. trad. 致遠; pinyin Zhìyuàn; starsze transkrypcje spotykane w literaturze: Chih Yuen, Chih Yuan) – chiński krążownik pancernopokładowy z końca XIX wieku, zbudowany w Wielkiej Brytanii, który zatonął w bitwie u ujścia Yalu. Bliźniaczą jednostką był „Jingyuan”.

## Konstrukcja
„Zhiyuan” i „Jingyuan” zostały zbudowane w stoczni Armstrong Whitworth w Elswick (Newcastle upon Tyne), jako jedne z licznych tzw. „elswickich krążowników”, budowanych podówczas na eksport dla wielu krajów świata. Koszt budowy obydwu okrętów wynosił 845 tys. taeli (285 tys. ówczesnych funtów). William Henry White zaprojektował niewielki krążownik pancernopokładowy, silnie uzbrojony, kosztem niskiej wolnej burty (1,8 m na śródokręciu). Opancerzenie obejmowało wewnętrzny pokład pancerny (51 mm płyta pozioma, 102 mm na skosach, sięgający na 45 cm poniżej konstrukcyjnej linii wodnej), stanowisko dowodzenia (76 mm) i maski dział (51 mm). Ochronę bierną zapewniało 11 grodzi wodoszczelnych i podział podwodnej części kadłuba na ponad 60 wodoszczelnych przedziałów oraz podwójne dno pod maszynownią i kotłownią oraz znacznymi fragmentami pozostałej  części kadłuba. „Zhiyuan” miał numer stoczniowy 493.
Napędzany był przez dwie poziome maszyny parowe potrójnego rozprężania firmy R&W Hawthorn Leslie, o łącznej mocy projektowej 3500 indykowanych koni parowych (ihp) przy ciągu naturalnym, a z wymuszonym ciągiem – 5500 ihp. Faktycznie na próbach okręt rozwinął moc 3723 ihp z ciągiem naturalnym i 6892 ihp z wymuszonym. Parę do maszyn dostarczały cztery cylindryczne kotły typu Admiralicji. Projektowana prędkość maksymalna wynosiła 18 węzłów, na próbach osiągnięto odpowiednio 15,26 i 18,5 węzła. Standardowy zapas węgla wynosił 200 ton, a maksymalny – 516.
Zgodnie z ówczesną doktryną umieszczania możliwie największych dział na stosunkowo niewielkich jednostkach, posiadał uzbrojenie główne z trzech armat Kruppa kalibru 21 cm (faktycznie 209,3 mm), o długości lufy 7330 mm (L/35), strzelających pociskami o masie 140,3 km na maksymalną donośność 8,3 km (niektóre publikacje podają długość lufy L/30 i masę 12 ton). Dwa z nich były umieszczone na dziobie, na wspólnej platformie, obracanej hydraulicznie (awaryjnie ręcznie), z maską pancerną. Wyposażone były w hydrauliczny podnośnik ładunków prochowych i pocisków z komór amunicyjnych. Pociski były następnie umieszczane w zasobnikach, znajdujących się bezpośrednio pod platformą, skąd podnoszono je do luf za pomocą żurawików. Szybkostrzelność praktyczna wynosiła 1 strzał na 2,5 minuty. Na rufie znajdowała się trzecia taka armata, na ręcznie obracanej platformie, także z hydraulicznym podajnikiem.
Artyleria średnia składała się z pary dział Armstronga 152 mm (L 35 kal.) na sponsonach burtowych na śródokręciu - zdaniem brytyjskiej Admiralicji, zbyt nisko umieszczonych nad wodą, co ograniczało dzielność morską (Brytyjczycy uważali te krążowniki za zbyt ciężko uzbrojone, w stosunku do wyporności). Poza lekkimi działami Hotchkissa trzech kalibrów (8 dział 57 mm, 2 działa 47 mm i 6 dział 37 mm), okręt miał 4 10-lufowe kartaczownice 11,43 mm Gattlinga. Z tego, dwa działa 37 mm i dwie kartaczownice umieszczone były na marsach bojowych obu masztów, po jednej kartaczownicy nad stewą dziobową i rufową, a pozostałe działa rozmieszczone były na burtach. Okręt miał też cztery nadwodne wyrzutnie torped kalibru 14 cali (ok. 350 mm): po jednej stałej w stewie dziobowej i rufowej i po jednej ruchomej w każdej z burt, na wysokości stanowiska dowodzenia. Niektóre źródła podają kaliber wyrzutni torped 15 cali (381 mm) lub 18 cali (450 mm), co ocenia się jednak jako mało prawdopodobne.
Okręt posiadał jeden komin i dwa lekkie maszty z marsami bojowymi. Oba bliźniacze krążowniki odróżniały się umieszczeniem gafli na masztach. Był także wyposażony we wczesny system kierowania ogniem, pozwalający dowódcy strzelać pełnymi salwami artylerii głównej, lub z każdego działa pojedynczo.

## Służba
Przejęty 2 sierpnia 1887 roku, został ukończony niemal w tym samym czasie, co budowane wówczas w Niemczech krążownikami „Laiyuan” i „Jingyuan”, z którymi wspólnie, pod dowództwem komandora (w chińskiej służbie: admirała) Langa, wyruszył 12 września w podróż do kraju. Załoga, z wyjątkiem kilku instruktorów, była w pełni chińska. Okrętem dowodził Deng Shichang. Nazwa „Zhiyuan” oznaczała „Delikatna dal”.
W listopadzie okręty dotarły do Xiamenu, gdzie przezimowały. W następnym roku via Szanghaj dopłynęły do Dagu; w latach późniejszych „Zhiyuan” uczestniczył w regularnych rejsach i manewrach floty Beiyang, wchodząc w skład jej Pierwszej Eskadry.
Wobec narastania napięcia między Chinami i Japonią, w czerwcu 1894 „Zhiyuan”, wraz z innymi okrętami Floty Beiyang, eskortował transportowce przewożące wojska chińskie do Korei. Po wybuchu  wojny chińsko-japońskiej, zapoczątkowanej przez starcie pod Pungdo, odbył kilka patroli, podczas których Chińczycy nie napotkali przeciwnika. Deng Shichang, będący także dowódcą zespołu krążowników, postulował podjęcie aktywnych działań przez krążowniki przeciwko japońskim transportom wojska, lecz nie zezwoliło na to dowództwo floty.
Do starcia doszło 17 września u ujścia rzeki Yalu. „Zhiyuan” zajmował pozycję na lewym skrzydle, dalej na lewo znajdowały się korweta „Guangjia” i krążownik „Jiyuan”. Ponieważ oba te okręty zaraz na początku bitwy zbiegły z pola walki, krążownik znalazł się na końcu skrzydła i przyjął na siebie uderzenie Szybkiej Eskadry adm. Tsuboi, która obeszła centrum chińskie. Poważnie uszkodzony, z przechyłem na sterburtę, próbował atakować kanonierkę „Akagi”, ale uszkodzenia wzięły górę i ok. 15.30 zatonął dziobem naprzód, z wciąż pracującymi maszynami. Obecnie podaje się, że pocisk trafił w wyrzutnię torpedową krążownika i jego kadłub przełamał się. H.W. Wilson i chiński historyk Zhao Erxiong opisuje ostatni atak „Zhiyuana” jako próbę staranowania japońskiego krążownika „Yoshino”; z kolei według japońskich raportów cytowanych przez F.T. Jane’a, okręt po prostu błąkał się z uszkodzonym sterem. Bezdyskusyjne jest, że chiński okręt został zatopiony wyłącznie ogniem artyleryjskim. Możliwe, że dokonało tego trafienie z 254 mm działa krążownika „Takachiho”, ale nie jest to pewne. Z okrętem zginął jego dowódca, kpt. Deng. Z załogi liczącej w czasie bitwy 253 ludzi chińskie okręty uratowały 7 osób.  Bliźniaczy „Jingyuan” przetrwał bitwę, lecz został zatopiony podczas oblężenia Weihaiwei.